# Trybunał inkwizycji w Saragossie
Trybunał inkwizycji w Saragossie – trybunał inkwizycji hiszpańskiej z siedzibą w Saragossie, działający w latach 1484–1820 (z przerwą 1808–1814). 

## Historia
Aragonia objęta był jurysdykcją papieskich inkwizytorów z zakonu dominikanów już od 1238. Prowincja inkwizytorska Aragonia obejmowała królestwa Aragonii, Nawarry i Walencji oraz księstwo Katalonii. W drugiej połowie XIV wieku inkwizytorem generalnym Aragonii był Nicolas Eymeric (zm. 1399) z konwentu dominikańskiego w Gironie, autor popularnego podręcznika dla inkwizytorów Directorium Inquisitorum. Władze zakonu dominikańskiego regularnie dokonywały nominacji inkwizytorskich aż po lata 70. XV wieku. Inkwizytorzy ci nie przejawiali jednak znaczącej aktywności, i to pomimo że od połowy XV wieku narastały podejrzenia wobec chrześcijan żydowskiego pochodzenia o potajemne praktykowanie dawnej wiary. Nie zmieniło tego także mianowanie dominikanina Gaspara Jutglara inkwizytorem generalnym Aragonii w 1481.
W 1480 w Kastylii król Ferdynand i królowa Izabela, na podstawie upoważnienia papieża Sykstusa IV utworzyli w Sewilli nowy, podporządkowany im trybunał inkwizycyjny w celu badania prawowierności hiszpańskich konwertytów z judaizmu. Stopniowo działalność nowej inkwizycji rozszerzano także na inne regiony Hiszpanii. W 1483 inkwizytor generalny Kastylii Tomas de Torquemada został mianowany inkwizytorem generalnym także krajów korony aragońskiej. Rok później król Ferdynand zażądał ustanowienia trybunałów nowej inkwizycji w Katalonii, Aragonii i Walencji i w tym celu zwołał kortezy do Tarazony. Inkwizytorami Saragossy mianowano Gaspara Jutglara i Pedro Arbuesa. Podczas pobytu Torquemady w Saragossie wiosną 1484 odbyło się pierwsze auto da fe.
Wprowadzenie nowej inkwizycji wzbudziło silną opozycję. Z jednej strony przeciwni inkwizycji byli sami konwertyci, jako grupa bezpośrednio zagrożona represjami. Nie byli w tym jednak osamotnieni, gdyż część tzw. starych chrześcijan również niechętnie patrzyła na nowy trybunał, uznając, że nie da się pogodzić jego działalności z miejscowymi przywilejami (tzw. fueros). Nagły zgon inkwizytora Jutglara w styczniu 1485 dał asumpt do podejrzeń o otrucie, jednak śledztwo niczego konkretnego nie wykazało. Drugi z inkwizytorów, Pedro Arbues, został we wrześniu 1485 zamordowany podczas modlitwy w katedrze. Szybko ustalono odpowiedzialność grupy marranów za to zabójstwo. Wydarzenie to spowodowało zmianę nastrojów wśród starych chrześcijan. Aragońskie kortezy zgodziły się na zawieszenie fueros i całkowicie zrezygnowały z dalszej opozycji wobec inkwizycji. W latach 1486–1488 kilkudziesięciu marranów podejrzewanych o udział w spisku na życie Piotra Arbués zostało ukaranych (w tym wielu straconych) w publicznych autos da fe.
Procesy przeciwko żydowskim konwertytom trwały jeszcze w I połowie XVI (ostatnia egzekucja odbyła się w 1543), jednak stopniowo uwaga inkwizytorów Saragossy zwracała się bardziej w kierunku pilnowania ortodoksji i moralności tzw. starych chrześcijan. Już w latach 1498-1500 w Saragossie odbyły się także pierwsze udokumentowane w dziejach inkwizycji hiszpańskiej egzekucje osób oskarżonych o czary, choć w tej dziedzinie inkwizycja dość szybko przyjęła bardziej łagodny i racjonalny sposób działania. Mniej więcej w tym czasie przed trybunałem zaczęto stawiać także za takie występki jak bigamia czy bluźnierstwa. W 1524 trybunał w Saragossie, wraz z trybunałami z Barcelony i Walencji, uzyskał przywilej sądzenia za sodomię (przez co rozumiano wówczas homoseksualizm i zoofilię). 
W latach 1540–1640 trybunał w Saragossie był jednym z najbardziej aktywnych i najbardziej surowych trybunałów inkwizycyjnych w Hiszpanii. W tym czasie trybunał ten dokonał 250 egzekucji, a ponad tysiąc skazańców wysłał na galery. Najsurowsze represje dotykały głównie osoby i społeczności z marginesu, jak np. miejscowe grupy morysków czy imigrantów z Francji. W okresie wojen hugenockich we Francji inkwizycję wykorzystywano też do egzekwowania królewskiego zakazu wywożenia koni do Francji. Przemyt koni traktowano bowiem jako formę wspierania francuskich heretyków. Władze obawiały się także wzajemnych kontaktów francuskich hugenotów i aragońskich morysków oraz działalności szpiegowskiej morysków na rzecz Imperium Osmańskiego i berberyjskich piratów. Dowody na takie kontakty, nie zawsze zresztą przekonujące, udało się znaleźć inkwizycji jedynie w bardzo nielicznych przypadkach.
Trybunał w Saragossie sporadycznie bywał wykorzystywany także do ścigania przeciwników politycznych. Najsłynniejszym przypadkiem tego typu jest proces byłego sekretarza króla Filipa II Antonio Pereza w 1591. Król, chcąc ominąć lokalny aragoński system prawny, polecił inkwizycji wszcząć przeciw niemu postępowanie o herezję. Działania inkwizycji zakończyły się jednak niepowodzeniem - Perez zdołał uciec z inkwizycyjnego więzienia i wyjechał do najpierw Francji, a potem do Anglii, gdzie prowadził propagandową działalność przeciwko królowi Filipowi II.
Wygnanie morysków z Hiszpanii w latach 1609-1614 znacząco zredukowało liczbę potencjalnych podsądnych trybunału w Saragossie. Od tej pory aktywność inkwizycji w Saragossie systematycznie malała. Aragonia w niewielkim stopniu dotknięta była imigracja portugalskich tzw. nowych chrześcijan, którzy stanowili znaczny odsetek podsądnych dla trybunałów kastylijskich. Podczas ostatniej wielkiej fali prześladowań nowych chrześcijan z Portugalii w latach 20. XVIII wieku w Saragossie odbyły się tylko dwie ceremonie autos-da-fa (w 1722 i 1723) z zaledwie trzynastoma podsądnymi.
Trybunał w Saragossie został zniesiony po raz pierwszy w 1808 przez okupacyjne władze napoleońskie. Przywrócono go w 1814, ale w 1820 zniesiono go definitywnie.

## Obszar jurysdykcji
Jurysdykcja trybunału obejmowała Aragonię właściwą i zachodnią Katalonię, a pod względem kościelnym diecezje Saragossy, Huesci, Barbastro, Jaca, Tarazony i Albarracin.

## Archiwum i statystyki wyroków
Archiwum trybunału inkwizycyjnego w Saragossie zachowane jest w nieco lepszym stanie niż większości hiszpańskich trybunałów. Zasadnicza część tego archiwum (w tym większość ocalałej dokumentacji procesowej) przechowywana jest w Prowincjonalnym Archiwum Historycznym w Saragossie (AHPZ), ale wiele dokumentów uległo rozproszeniu. Dokumentacja przejętego przez państwo hiszpańskie majątku trybunału znajduje się w Narodowym Archiwum Historycznym (AHN) w Madrycie, nadto niewielka ilość dokumentów trafiła do kilku innych archiwów w Hiszpanii i Francji.
W AHPZ przechowywane są akta 841 procesów inkwizycyjnych z XV - XVII wieku (akta 19 kolejnych procesów znajdują się w Wielkim Seminarium w Saragossie). Stanowi to niewielką część dokumentacji niegdyś istniejącej, toteż historia trybunału musi być odtwarzana także z pomocą innych źródeł, zwłaszcza dokumentacji Rady Najwyższej i Generalnej Inkwizycji, której lokalne trybunały przesyłały sprawozdania z działalności (tzw. relaciones de causas). 
W przypadku trybunału saragoskiego zachowała się niemal kompletna seria relaciones de causas z lat 1540-1700. Dokumentują one 5967 procesów, w wyniku których stracono 200 osób, a 19 dalszych skazano na śmierć in effigie. Niektóre ceremonie autos-da-fe z tego okresu nie są jednak uwzględnione w zachowanych relaciones de causas. William Monter podaje dla tego okresu liczbę 250 rzeczywistych egzekucji oraz 36 egzekucji in effigie.
Z wcześniejszego okresu zachowały relacje z wielu ceremonii autos-da-fe, a także tzw. zielona księga (Libro Verde) będąca wykazem osób skazanych przez inkwizycję. Źródła te niekiedy popadają ze sobą w sprzeczność (niezgodności dotyczą np. daty skazania danej osoby lub rodzaju egzekucji). William Monter podaję liczbę 130 rzeczywistych egzekucji i 116 egzekucji in effigie do 1530.

### Kategorie spraw trybunału w Saragossie w latach 1540-1700 (według zachowanychrelaciones de causas)
| Kategoria występków (według kwalifikacji inkwizycji) | Liczba oskarżonych |
| ---------------------------------------------------- | ------------------ |
| Kryptojudaizm                                        | 85                 |
| Moryskowie                                           | 2668               |
| Protestantyzm                                        | 528                |
| Alumbrados                                           | 1                  |
| Heretyckie opinie (proposiciones)                    | 712                |
| Bigamia                                              | 162                |
| Solicytacje                                          | 103                |
| Opozycja wobec inkwizycji                            | 590                |
| Magia                                                | 327                |
| Pozostałe                                            | 791                |
| Suma                                                 | 5967               |
| Egzekucje in persona                                 | 200                |
| Egzekucje in effigie                                 | 19                 |